# Louis Cadène
Pas d'image ? Cliquez ici

a Compétitions nationales et continentales officielles uniquement.

Louis Cadène, né le 23 mai 1929 à Carcassonne (Aude) et mort le 5 février 2018 dans la même ville, est un joueur de rugby à XIII évoluant au poste de talonneur dans les années 1940 et 1950.
Natif de Carcassonne, Louis Cadène pratique durant sa jeunesse le rugby à XIII. fait sa formation sportive au sein de l'A.S. Carcassonne avec lequel il dispute le Championnat de France en 1950 ainsi que la Coupe de France en 1951. Après ce dernier titre, il rejoint la ville de Toulouse pour ses études en pharmacie et s'engage avec le Toulouse olympique XIII.

## Palmarès

### Rugby à XIII
- Collectif :
  - Vainqueur du Championnat de France : 1950  (Carcassonne).
  - Vainqueur de la Coupe de France : 1951 (Carcassonne).

#### Détails en club
| Saison  | Saison         | Championnat           | Championnat | Coupe           | Coupe      |
| Saison  | Saison         | Comp.                 | Class.      | Comp.           | Class.     |
| ------- | -------------- | --------------------- | ----------- | --------------- | ---------- |
| 1949-50 | AS Carcassonne | Championnat de France | Vainqueur   | Coupe de France | 1/8 finale |
| 1950-51 | AS Carcassonne | Championnat de France | 1/2 finale  | Coupe de France | Vainqueur  |